# 星街小區

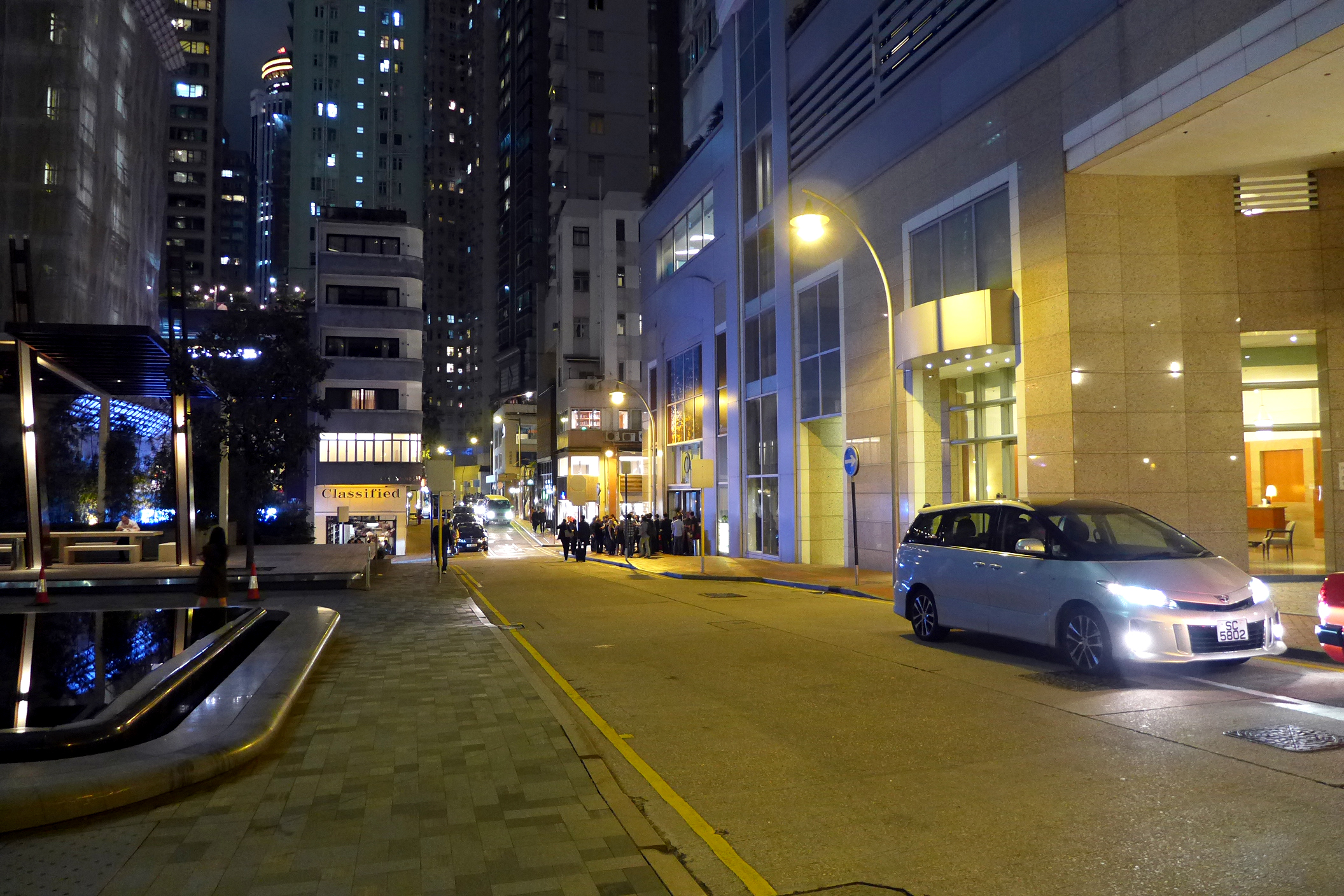
星街

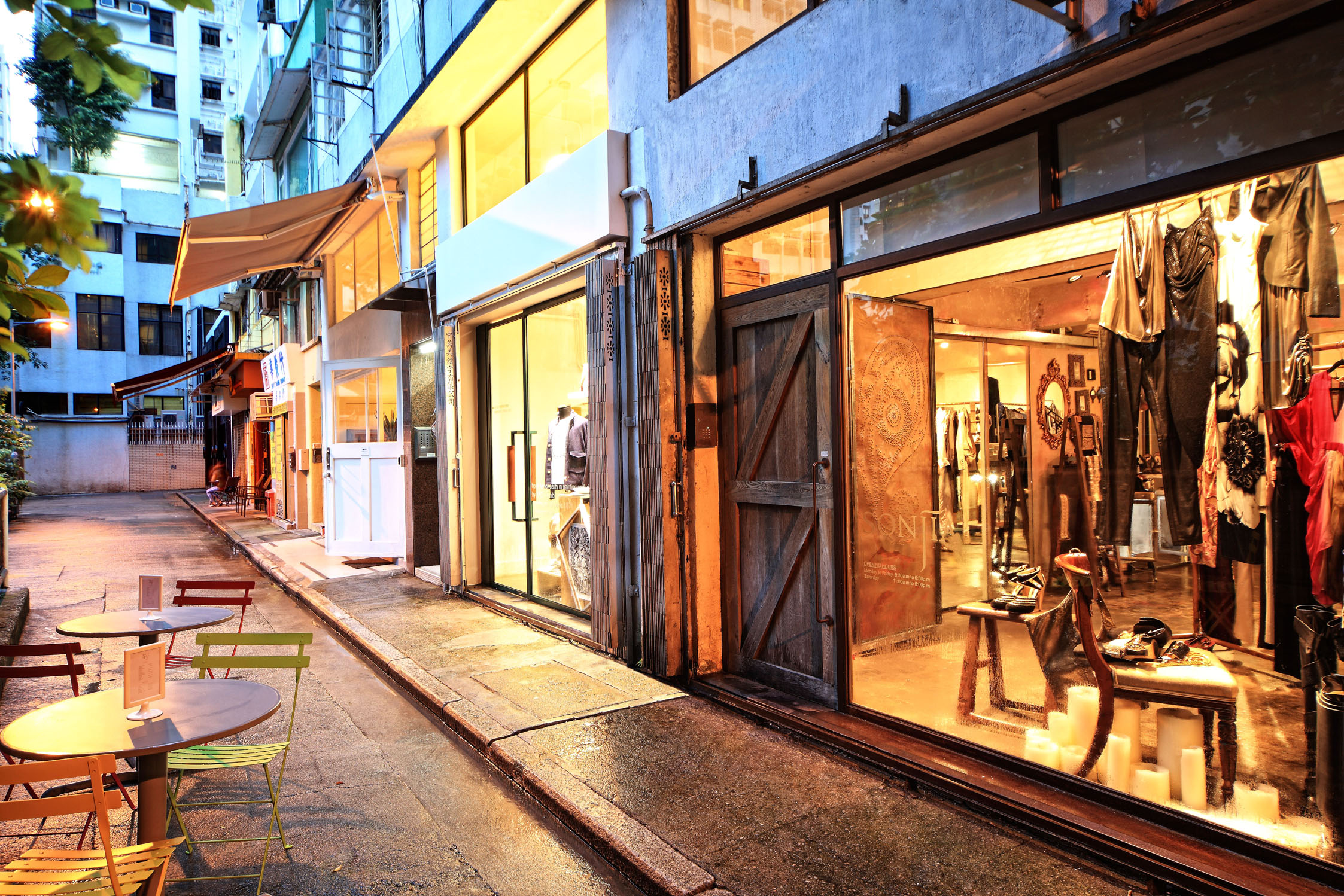
日街

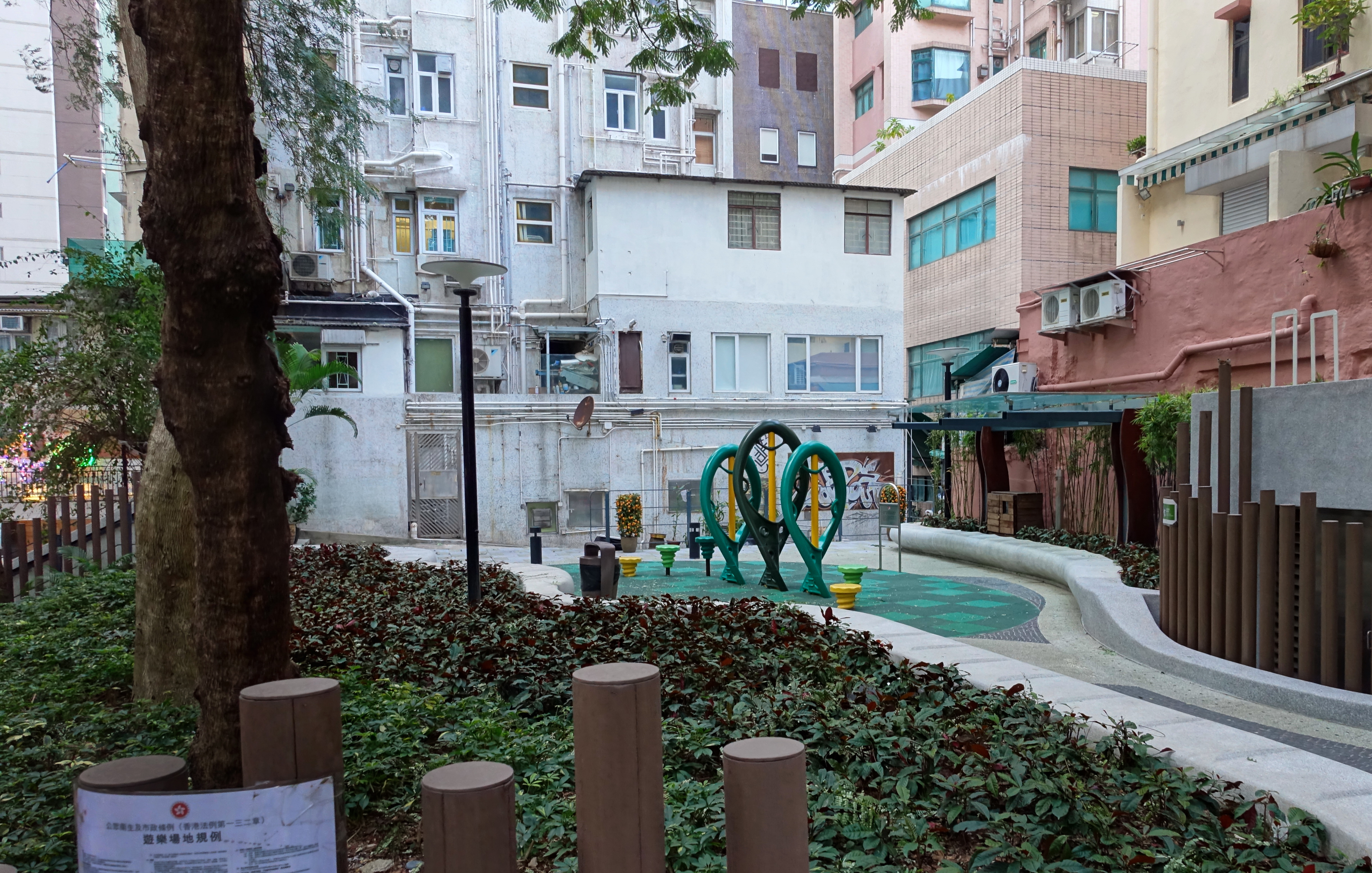
光明街兒童遊樂場

星街小區是香港的一個購物街區，位處香港島灣仔，以太古廣場三座為中心，由附近的日街、月街、星街及永豐街等組成，早於百多年前已是香港首間發電廠灣仔發電廠的所在地，現集各類型格藝術廊、家居精品店、花店、咖啡室、主題餐廳及酒吧等，以及連接星街小區及太古廣場群組的太古廣場三座行人隧道。